# Émile Michelet

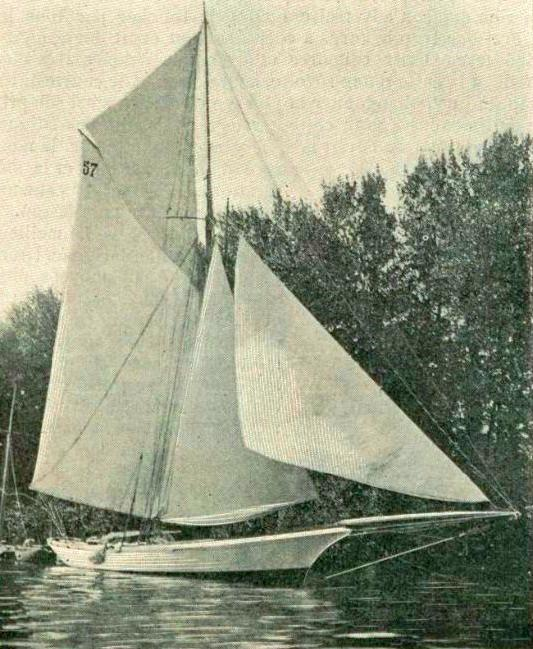
'Turquesa', medalla de bronze a totes les categories (i 10 tones), durant els Jocs Olímpics de 1900 (Émile i Félix Michelet).

Camille Émile Gaston Michelet (París, 16 de juliol de 1867 - ?) va ser un regatista francès, que va competir a cavall del segle xix i el segle xx. El 1900 va prendre part en els Jocs Olímpics de París on participà en diferents proves del programa de vela. Guanyà dues medalles de bronze, en la 1a cursa de la modalitat de ½ a 1 tona i en la categoria de classe oberta.